# Antigonia
Antigonia – rodzaj ryb z rodziny kaproszowatych (Caproidae).

## Klasyfikacja
Gatunki zaliczane do tego rodzaju:
| - Antigonia aurorosea - Antigonia capros – kaprosz karo - Antigonia combatia - Antigonia eos - Antigonia hulleyi - Antigonia indica - Antigonia kenyae - Antigonia malayana - Antigonia ovalis | - Antigonia quiproqua - Antigonia rhomboidea - Antigonia rubescens – antygonia czerwonawa - Antigonia rubicunda - Antigonia saya - Antigonia socotrae - Antigonia undulata - Antigonia xenolepis |

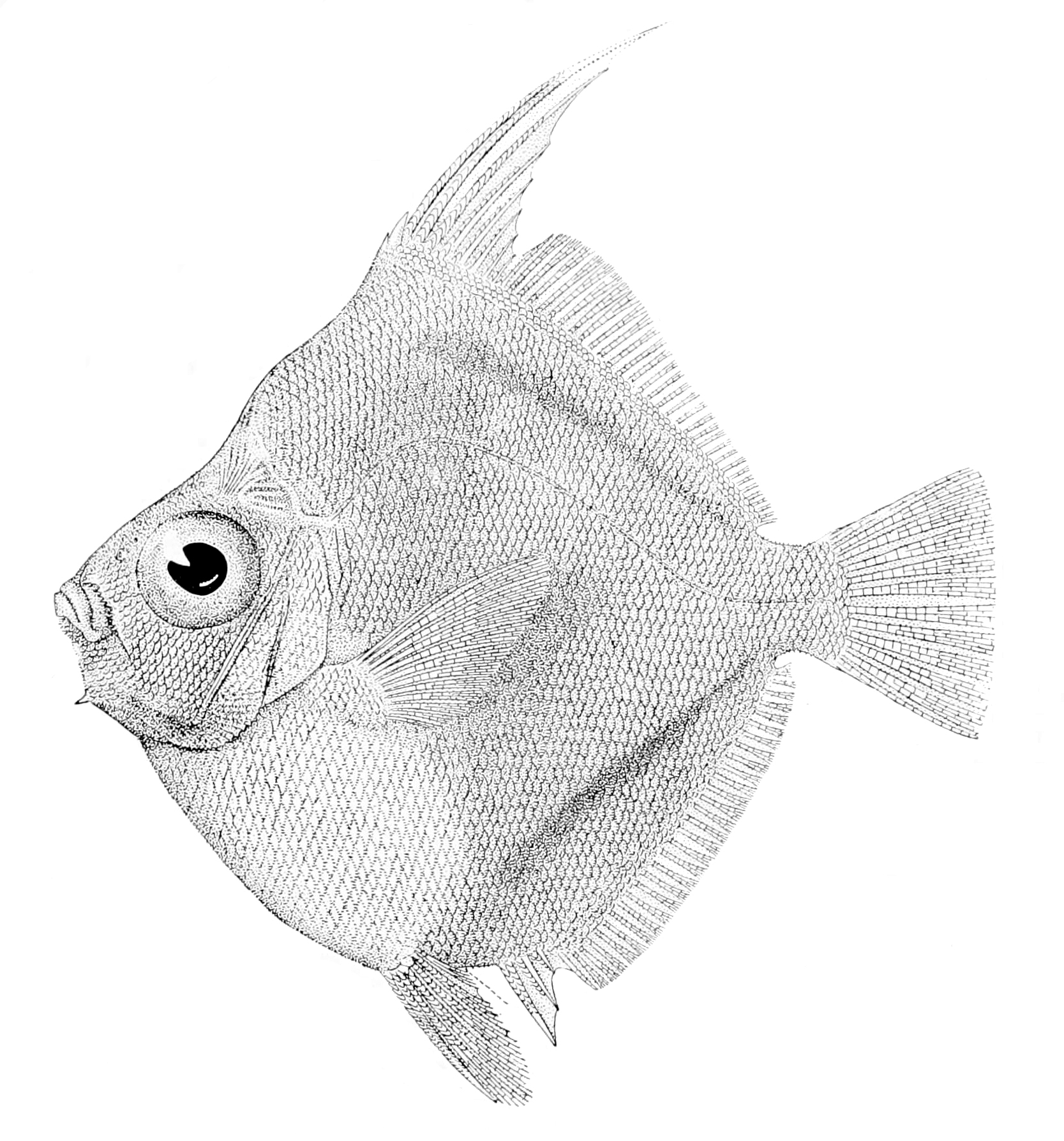
Antigonia eos